# Biogérontologie
 (janvier 2017).
Si vous disposez d'ouvrages ou d'articles de référence ou si vous connaissez des sites web de qualité traitant du thème abordé ici, merci de compléter l'article en donnant les références utiles à sa vérifiabilité et en les liant à la section « Notes et références ».
La biogérontologie est un domaine de la biologie qui traite de l'étude des causes du vieillissement biologique et de leurs conséquences sur l'organisme.
Plusieurs organisations s'intéressent à la biogérontologie et à la lutte contre le vieillissement. On peut citer parmi elles la fondation SENS, mais aussi l'International Longevity Alliance, Coalition for Radical Life Extension qui organise le RAAD Fest[Quoi ?], ou bien HEALES, qui engagent le public à ne plus considérer le vieillissement comme inévitable si les recherches en cours sont poursuivies. SENS possède son propre laboratoire mais de nombreuses universités sont également actives dans ce domaine avec les centres de recherche Buck Institute for Research on Aging, European Research Institute for the Biology of Aging, Barshop Institute for Longevity and Aging Studies ou bien encore Leibniz Institute on Aging. Certaines entreprises sont aussi impliquées comme BioViva, Sierra Sciences, AgeX et Unity Biotechnology.